# Martin Gordan
Martin Gordan foi um patinador artístico alemão. Gordan conquistou duas medalhas de bronze em campeonatos mundiais.

## Principais resultados
| Resultados                                            | Resultados    | Resultados        | Resultados        | Resultados    | Resultados    | Resultados        | Resultados        | Resultados    | Resultados    | Resultados    | Resultados    | Resultados    | Resultados    | Resultados    |
| Internacional                                         | Internacional | Internacional     | Internacional     | Internacional | Internacional | Internacional     | Internacional     | Internacional | Internacional | Internacional | Internacional | Internacional | Internacional | Internacional |
| Evento/Temporada                                      | 1898– 1899    |                   | 1901– 1902        |               | 1903– 1904    | 1904– 1905        | 1905– 1906        | 1906– 1907    |               |               |               |               |               |               |
| ----------------------------------------------------- | ------------- | ----------------- | ----------------- | ------------- | ------------- | ----------------- | ----------------- | ------------- | ------------- | ------------- | ------------- | ------------- | ------------- | ------------- |
| Campeonato Mundial                                    |               | Medalha de bronze | Medalha de bronze | 5.º           | 7.º           | 6.º               |                   |               |               |               |               |               |               |               |
| Campeonato Europeu                                    | 4.º           |                   | 4.º               | 5.º           |               | 6.º               |                   |               |               |               |               |               |               |               |
| Nacional                                              |               |                   |                   |               |               |                   |                   |               |               |               |               |               |               |               |
| Campeonato Alemão                                     |               |                   |                   |               |               | Medalha de bronze | Medalha de bronze |               |               |               |               |               |               |               |
|                                                       |               |                   |                   |               |               |                   |                   |               |               |               |               |               |               |               |
| Legenda: Competição não foi disputada nesta temporada |               |                   |                   |               |               |                   |                   |               |               |               |               |               |               |               |